# Amolops hongkongensis
Amolops hongkongensis är en groddjursart som först beskrevs av Pope och Alfred Sherwood Romer 1951.  Amolops hongkongensis ingår i släktet Amolops och familjen egentliga grodor. IUCN kategoriserar arten globalt som starkt hotad. Inga underarter finns listade i Catalogue of Life.

## Bildgalleri

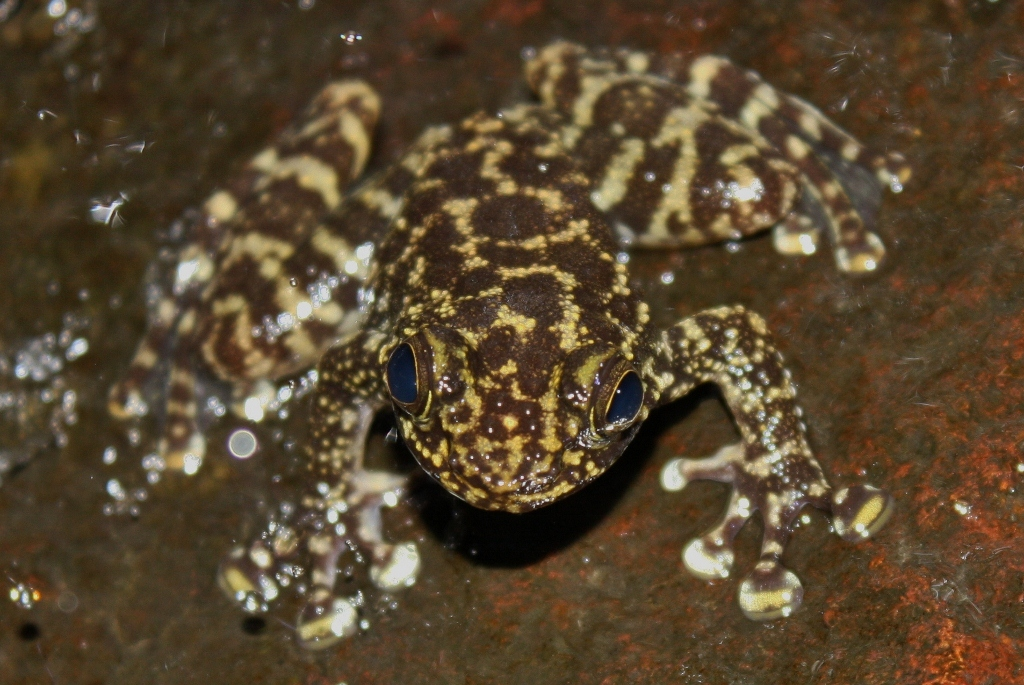
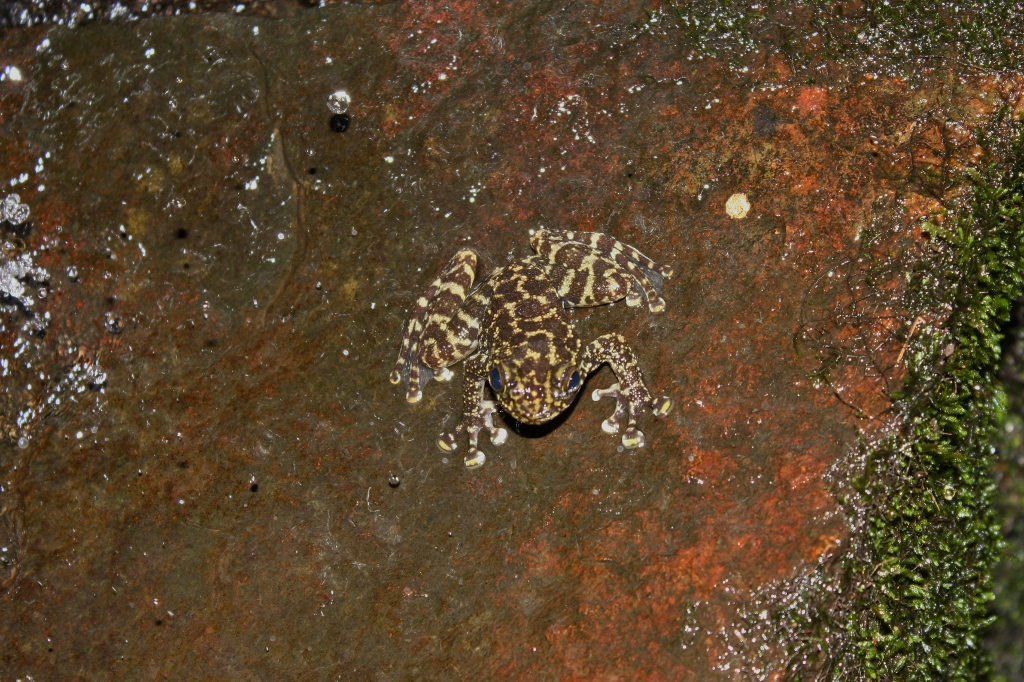
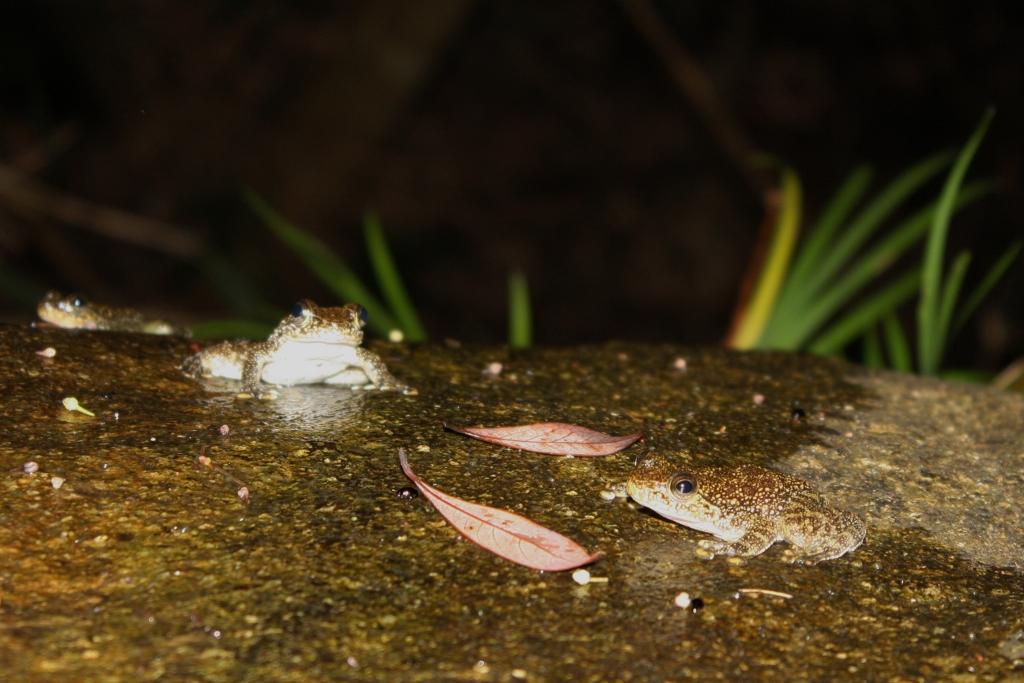
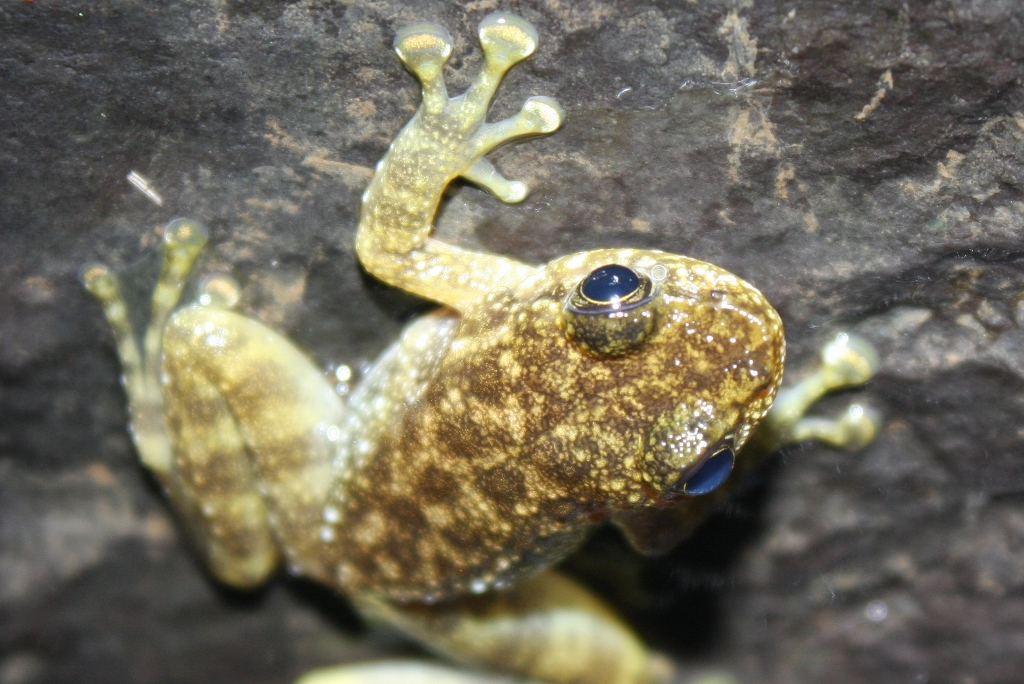
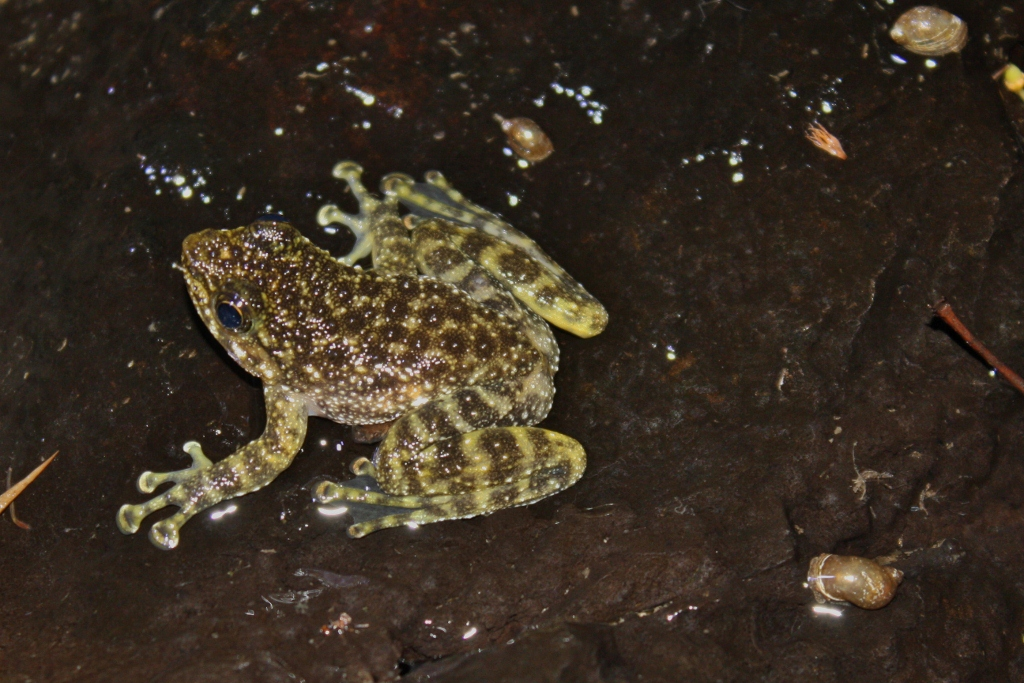
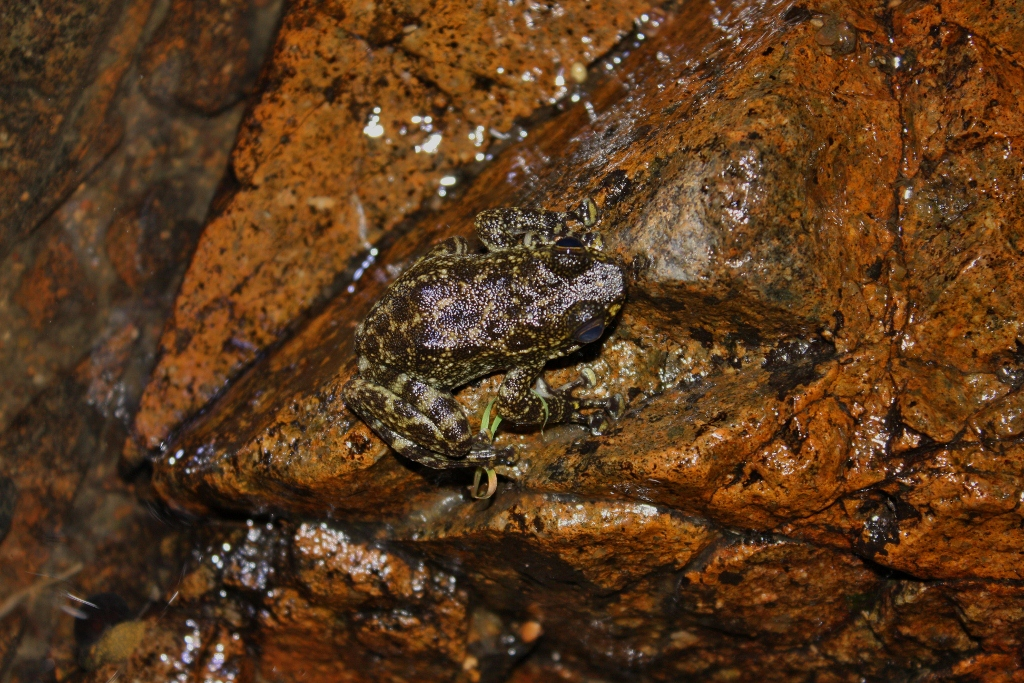